# نوار گفتگوی هیتلر و مانرهایم

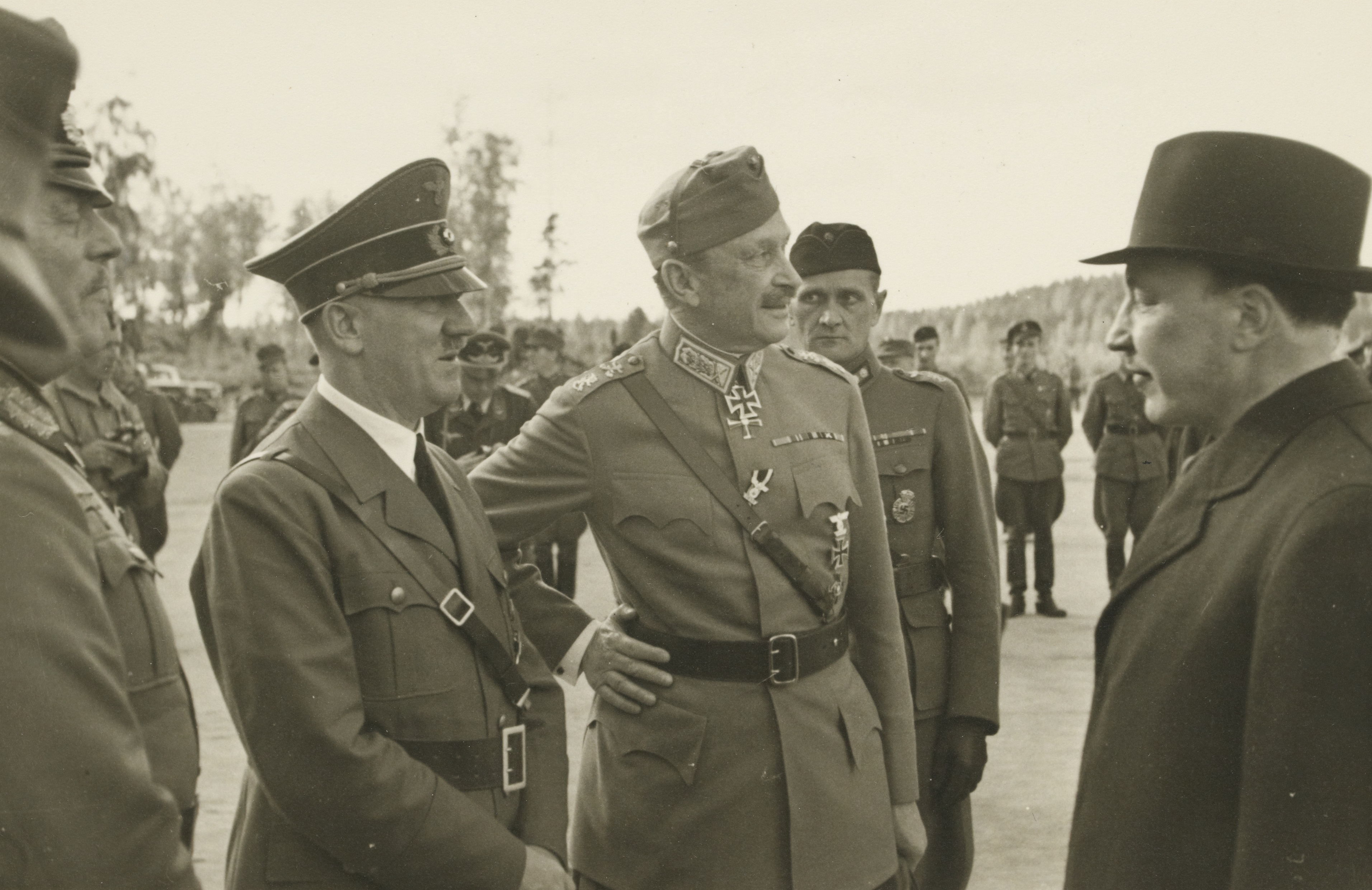
از چپ به راست: ویلهلم کایتل، آدولف هیتلر، کارل گوستاو امیل مانرهیم و رئیس‌جمهور فنلاند ریستو ریتی در جلوی هواپیمای شخصی هیتلر.

نوار گفتگوی هیتلر و مانرهایم نوار صدای موجود از گفتگو آدولف هیتلر و کارل گوستاو امیل مانرهیم فرمانده کل قوای نیروی دفاعی فنلاند است که در سال ۱۹۴۲ میلادی از گفتگوی شخصی این دو نفر ضبط شد. این گفتگو در دیدار محرمانه‌ای که هیتلر به مناسب ۷۵مین سالگرد مانرهایم در ۴ ژوئن ۱۹۴۲ میلادی از فنلاند داشت انجام شده‌است. مهندس فنلاندی اولیس‌رادیو که برای ضبط مراسم رسمی تولد در محل حضور داشت بدون اطلاع هیتلر ۱۱ دقیقه از این مکالمه خصوصی را نیز ضبط نمود که تنها صدای موجود از هیتلر است که با لحنی عادی و روزمره حرف می‌زند.

## سفر هیتلر به فنلاند

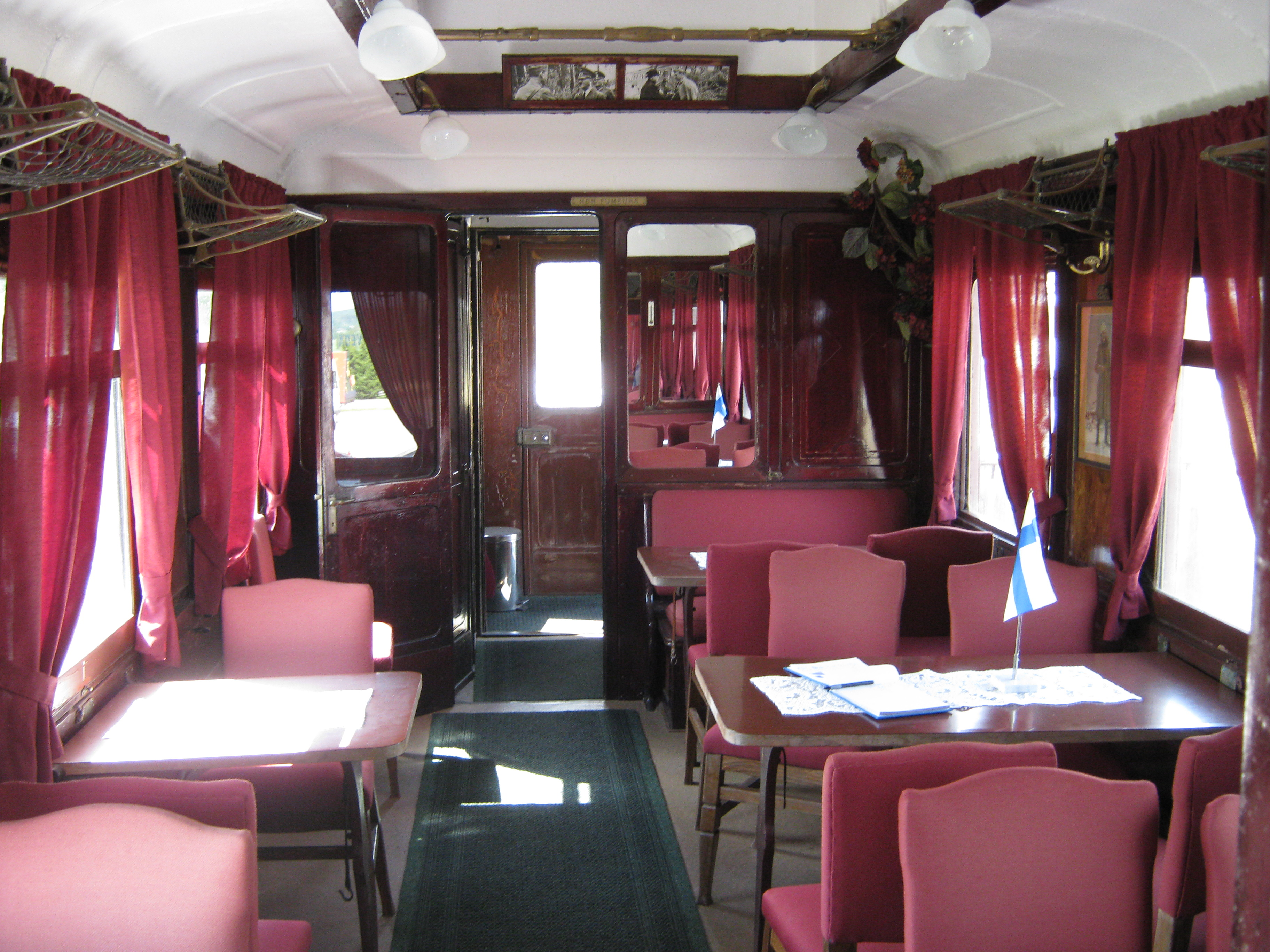
فضای داخلی واگن محل برگزاری نهار.

در ژوئن ۱۹۴۱  آلمان به شوروی حمله کرد که علی‌رغم موفقیت‌های ابتدایی در نبرد مسکو روس‌ها توانستند آلمانی‌ها را شکست داده و پیشروی آن‌ها را متوقف نمایند. در نتیجه این وضعیت هیتلر از متحدین خودش، از جمله فنلاند که درگیر جنگ مستمر با شوروی بود تقاضا داشت تا حد ممکن نیروی نظامی شوروی را درگیر به خود کنند.
در سال ۱۹۴۲ هیتلر طی یک سفر فوق محرمانه به فنلاند رفت تا ۷۵مین سالگرد تولد مانرهایم را به او تبریک بگوید. مانرهایم که تمایل نداشت هیتلر را به یک ملاقات رسمی دعوت کند با او در ایماترا ملاقات نمود. در فرودگاه صحرایی ایمولا هیتلر و رئیس‌جمهور فنلاند ریستو ریتی در قطار شخصی مانرهایم ملاقات کردند.

## نوار

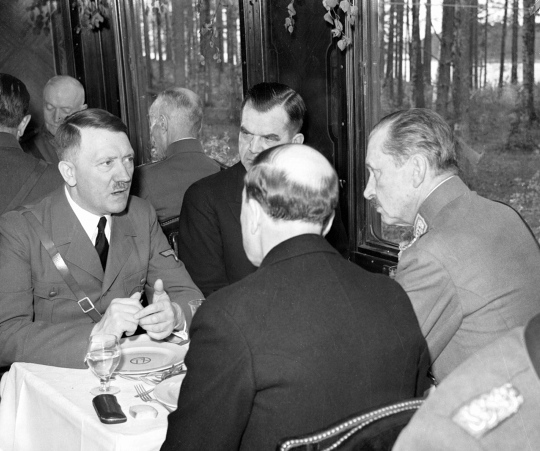
هیتلر و مانرهایم در حال صحبت در قطار.

پس از پایان مراسم رسمی و تشریفات معمول هیتلر و مانرهایم به همراه دیگر مقامات به واگن شخصی مانرهایم رفتند تا در آنجا نهار بخورند. در این واگن میکروفنی از طرف اولیس‌رادیو قرار داده شده بود تا سخنرانی‌های رسمی و تبریکات ابراز شده توسط هیتلر را ضبط نماید
اما پس از پایان سخنرانی‌های رسمی، مهندس فنلاندی میکروفن را قطع نکرد و به ضبط گفتگوی طرفین که حالا تبدیل به گفتگوی خصوصی شده بود ادامه داد. یازده دقیقه از این گفتگو شخصی هیتلر و مانرهایم بدون آنکه ایشان اطلاع داشته باشند ضبط شد تا آنکه یکی از محافظان هیتلر متوجه این مسئله شد و با دست اشاره کرد که میکروفن قطع شود. آلمانی‌ها تقاضا داشتند که نوار نابود شود اما اولیس‌رادیو آن را نگه داشت و برای اداره سانسور فرستاد. در سال ۱۹۵۷ نوار دوباره به دست رادیو افتاد و چند سال بعد برای عموم منتشر شد. این نوار تنها صدای موجود از هیتلر در یک گفتگوی غیررسمی و خصوصی است و یکی از معدود صحبت‌های هیتلر که در آن او بدون بلند کردن صدایش صحبت می‌کند.

## گفتگو
هرچند که دلیل سفر هیتلر، آنچنان که اعلام شده بود تنها تبریک تولد مانرهایم بود اما در عمل هیتلر در این سفر قصد داشت تا مطمئن شود که فنلاند در جنگ به عنوان متحد نازی‌ها باقی می‌ماند. او با گوشزد کردن خطر بلشویسم می‌خواست تا فنلاند را از نزدیکی به متفقین بر حذر دارد.
در نواری که از این گفتگو باقی مانده‌است بیشتر از همه هیتلر حرف می‌زند و دیگر افراد دور میز شامل مانرهایم، ریتی و ویلهلم کایتل اکثراً ساکت هستند. هیتلر دربارهٔ عملیات بارباروسا، شکست ایتالیایی‌ها در نبرد شمال آفریقا، تهاجم به یوگسلاوی و جنگ یونان و ایتالیا صحبت می‌کند. او در این گفتگو بیان می‌دارد که از توان عظیم شوروی در تولید هزاران تانک شگفت‌زده شده و دربارهٔ چاه‌های نفت رومانی ابراز نگرانی می‌نماید. هیتلر در این نوار می‌کوشد تا از ثبات سیاسی آلمان دفاع کند اما تأکید می‌کند که سیاست‌های تهاجمی روسیه برای او راهی به جز حمله به شوروی باقی نگذاشته بود.
به جز این موارد هیتلر در صحبت‌های خویش هیچ اشاره‌ای به برنامه‌های نظامی آتی خود به ویژه حمله به قفقاز نمی‌کند. علی‌رغم این دیدار هیتلر و دیداری که مدتی بعد مانرهایم از آلمان داشت ادامه بحران‌ها و شکست‌های نظامی آلمان فنلاندی‌ها را به فکر انداخت تا به دنبال راهی برای خروج از اتحاد با آلمان باشند.

## اعتبار
با انتشار این نوار عده‌ای در اصالت آن شک نمودند. روخوس میش که از محافظان هیتلر و تلفن‌چی او بود در مورد این نوار گفته‌است: «او به صورت عادی صحبت می‌کند اما من با لحن صدا مشکل دارم. لحن کاملاً درست نیست، در بعضی جاها خوب است و بعضی جاها نه. انگار کسی دارد صدای هیتلر را تقلید می‌کند. واقعاً به نظر می‌رسد که کسی دارد تقلید می‌کند.» عکس‌های موجود از آن روز نشان می‌دهد که با وجود تمایل بسیار کم هیتلر به مصرف الکل او در این مراسم الکل نوشیده که ممکن است این مسئله روی لحن او تأثیر گذاشته باشد. متخصصان اداره پلیس جنایی آلمان که این نوار را بررسی کرده‌اند می‌گویند این صدا بدون شک متعلق به هیتلر است.

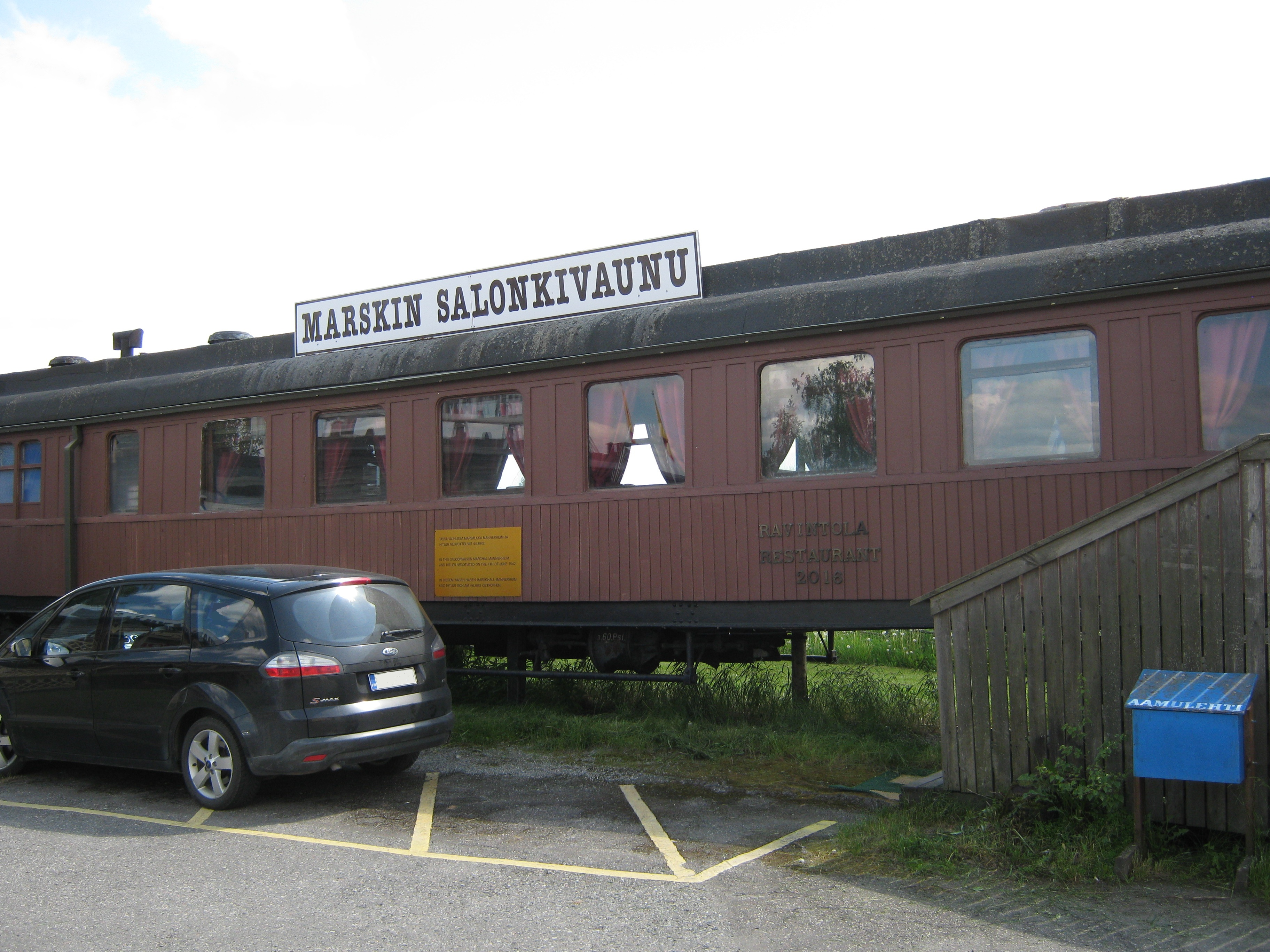
واگنی که ملاقات در آن صورت گرفت.

## در فرهنگ عامه
- واگنی که این ملاقات در آن انجام شده‌است امروزه در میکلی قرار دارد و سالی یکبار در سالگرد تولد مانرهایم در ۴ ژوئن به روی مردم باز می‌شود.[۱۲]
- برونو گانتس هنگامی که داشت روی بازسازی شیوه صحبت کردن هیتلر برای بازی در فیلم سقوط کار می‌کرد از صدای موجود در این نوار بهره گرفت.[۷]